# Accius Julianus
Accius Julianus était un homme politique de l'Empire romain.

## Vie
Petit-fils paternel d'Accius Sura.
Il fut consul suffect dans une date inconnue.
Il fut père d'Accia, femme de Lucius Neratius Priscus.